# Пчеличка река
Пчеличка река се налази у Србији, у Општини Крагујевац, у Шумадијском округу. Извире на Гледићким планинама, у селу Велике Пчелице. Дужина ове реке је 7 km, а свој ток завршава тако што се улива у Дуленску реку. Крај кроз који тече је богат изворима из којих теку потоци, и они су једини притоци реке. Највећи је поток Токина Бара. Од живог света у реци се могу наћи ракови, жабе и пијавице, а у неким деловима реке и риба поточарка и мрена.